# Médaille Boas
Pour les articles homonymes, voir Boas.
La médaille Walter Boas est décernée par l'Institut australien de physique (en) pour la recherche en physique en Australie. Elle est nommée en mémoire de Walter Boas (en) (1904-1982) - un éminent scientifique et métallurgiste qui a travaillé sur la physique des métaux.

## Lauréats
- 1984 : James A. Piper (en)
- 1985 : Peter Hannaford (en)
- 1986 Donald Melrose (en)
- 1987 Anthony William Thomas (en)
- 1988 Robert Delbourgo (en)
- 1989 Jim Williams
- 1990 Geoff Opat
- 1990 Tony Klein
- 1991 Parameswaran Hariharan
- 1992 Bruce Harold John McKellar (en)
- 1993 Jim Williams
- 1994 Aucune médaille décernée
- 1995 David Blair (en)
- 1996 Andris Stelbovics
- 1996 Igor Bray
- 1997 Keith Nugent (en)
- 1997 Stephen Wilkins (en)
- 1998 Robert Clark (en)
- 1999 Aucune médaille décernée
- 2000 Hans A. Bachor
- 2001 Tony Williams
- 2002 Peter Robinson
- 2003 Gerard Milburn
- 2004 George Dracoulis
- 2005 Yuri Kivshar (en)
- 2006 Michael Edmund Tobar
- 2007 Derek Leinweber
- 2008 Peter Drummond
- 2009 Victor Flambaum
- 2010 Kostya Ostrikov (en)
- 2011 Ben Eggleton (en)
- 2012 Lloyd Hollenberg
- 2013 Chennupati Jagadish (en)
- 2014 Stuart Wyithe
- 2015 Min Gu (en)
- 2016 Geraint F. Lewis (en)
- 2017 David McClelland (en) [2]
- 2018 Elisabetta Barberio
- 2019 Andrea Morello
- 2020 Joss Bland-Hawthorn
- 2021 Howard Wiseman
- 2022 Susan M. Scott
- 2023 Mahananda Dasgupta et David John Hinde
- 2024 Joanne Etheridge